# Juan Fernández de Velasco y Vivero
Juan Fernández de Velasco y Vivero (f. después de 1611), II señor de Cilleruelo y de los valles de la Hoz de Areba.
Hijo de Pedro Fernández de Velasco y Rozas (m. antes de 1581), I señor de Cilleruelo y de los valles de la Hoz de Areba, y de Luisa de Vivero y Velasco.
Fue clérigo, por lo que no tuvo descendencia.
Le sucede en el Señorío su primo Pedro Fernández de Velasco y Setién.